# Sarajevska Pivara

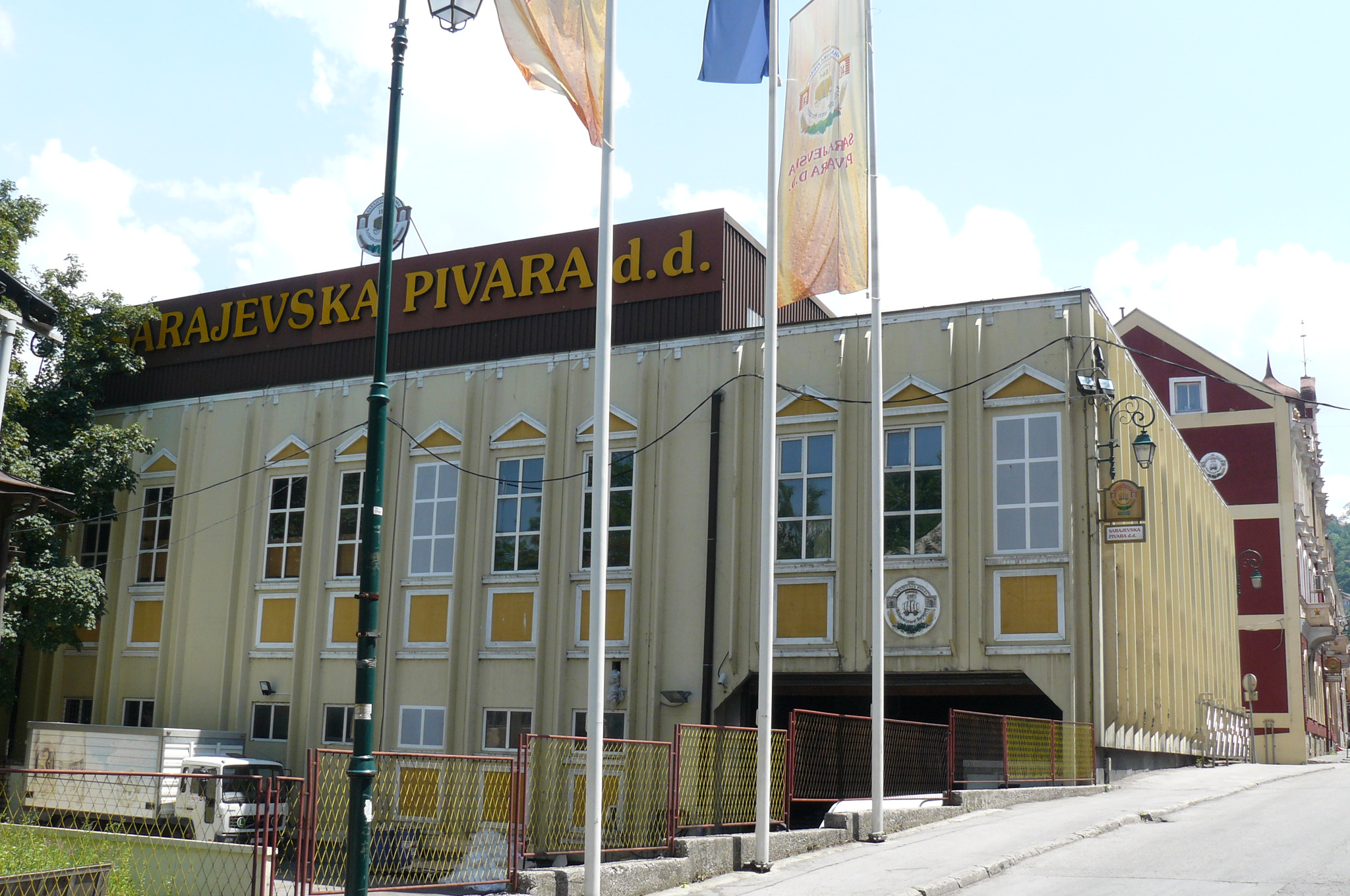
Nowa część browaru

Sarajevska Pivara (bośn. Browar Sarajewo) – browar i spółka piwna, zlokalizowane w Sarajewie przy ul. Franjevačkiej, niedaleko od sarajewskiego Starego Miasta.

## Historia
Browar otwarto w 1864, jako pierwszy w Bośni i od razu osiągnął on sukces. Szybko stał się wiodącym przedsiębiorstwem na lokalnym rynku, a nawet rozpoczęto duży eksport do Albanii, Dalmacji i Czarnogóry. Przed 1914 produkowano 116 000 hektolitrów rocznie, a w 1916 było to już 150 000 hektolitrów. Po I wojnie światowej gdy powstało Królestwo Serbów, Chorwatów i Słoweńców produkcja piwa spadła, a w 1923 roku browar został upaństwowiony. W 1925 roku kupiono browar w Slavonskim Brodzie, w 1927 roku w Petrovaradinie i zbudowano Fabrykę Słodu w Skopje. Po II wojnie światowej browar nadal działał i korzystnie przeszedł transformację systemową. Podczas wojny został prawie całkowicie zniszczony, ale nie przerwał produkcji. W drugiej połowie lat 90. XX wieku został odbudowany i zmodernizowany. W  1998 roku podpisano trzyletni kontrakt z Coca-Cola. W 2002 roku podpisano kontrakt na produkcję napojów bezalkoholowych z PepsiCo International.

## Produkty
Oprócz piwa spółka wytwarza także napoje chłodzące, np. Pepsi, czy 7up. Nabyto także udziały w innych firmach produkujących żywność, np. Vegafruit, Bosnaprodukt, Sprind, czy Klas.

## Gatunki piwa
- Sarajevsko pivo
- Löwe
- Premium
- piwo bezalkoholowe